# Нимфейский договор (1261)

Византийская империя к 1265 году

Нимфейский договор 1261 года — соглашение, заключённое в городе Нимфей представителями Никейской империи и Генуэзской республики. Договор предоставлял генуэзцам широчайшие торговые привилегии в обмен на помощь в отвоевании Константинополя, прежней столицы Византии.

## Подготовка
Инициатива в заключении договора исходила от Генуи, желавшей отомстить венецианцам за свои поражения в палестинской войне святого Саввы, в особенности — за изгнание из Акры в 1258 году, и, в свою очередь, изгнать своих врагов из Константинополя. Согласно генуэзским анналам, «помня венецианские обиды, генуэзцы не останавливались ни перед чем для того, чтобы создать трудности для своих противников». Предложение Генуи пришлось кстати для никейского императора Михаила VIII Палеолога, которому неудачная осада Галаты весной 1260 г. показала необходимость иметь сильный флот для отвоевания Константинополя у латинян. Михаил, озабоченный слухами о том, что папа римский собирает войска для помощи Латинской империи, надеялся найти в Генуе естественного союзника против венецианцев; последних никейский император хотел полностью изгнать за пределы государства.
В конце 1260 года из Генуи на восток отбыли послы Гвиллермо и Гварнеро, наделённые неограниченными полномочиями. Договор был заключён 13 марта 1261 в принадлежащем Никее городе Нимфей, расположенном в Малой Азии. 28 апреля текст договора был подписан Михаилом VIII, а затем отправлен в Геную с никейским посольством, в которое входили паракимомен Исаак Дука, дядя императора, Феодор Квирикиот и архидьякон Лев. 10 июля договор был ратифицирован генуэзскими властями.

## Условия договора
Нимфейский договор представлял собой аналог хрисовула 1082 года, которым Алексей I Комнин даровал торговые привилегии венецианцам. Греческий текст Нимфейского договора не сохранился. Условия договора известны из латинского текста в генуэзских регистрах (существуют также две латинские копии, пергаментная 1267 г. и бумажная 1285 г.). Генуя получала полную свободу торговли на всей территории империи, а также в Чёрном море, которое объявлялось открытым только для греческих, генуэзских и пизанских судов. Генуя также получала право основать фактории в Смирне, Алеа, Адрамитии, Фессалониках, Сосандрах, на Хиосе, Лесбосе, а также на Эвбее и Крите, ещё не отвоёванных греками. Все венецианские владения в Константинополе и других регионах передавались генуэзцам, а венецианские корабли должны были быть изгнаны из всех портов. В свою очередь, Генуя обязалась послать флот для захвата Константинополя, вооружить за счёт Никеи 50 кораблей и предоставить греческим купцам незначительные торговые привилегии в Лигурии. Любой генуэзец проживающий в империи мог быть зачислен в греческое войско, но оставался подсуден только своим консулам и подеста Константинополя. Из списка государств, против которых могли сражаться генуэзцы, были исключены Киликийская Армения, Кипрское королевство и Ахейское княжество.

## Последствия
Нимфейский договор не принёс грекам никаких практических результатов. Помощь генуэзских кораблей в Босфоре не понадобилась — никейцы заняли Константинополь собственными силами (25 июля 1261 г.). Напротив, договор отрицательно повлиял на всю последующую историю Византии, став крупнейшей ошибкой византийской дипломатии. Было положено начало генуэзскому господству в Чёрном море и на рынке самого Константинополя. В 1265 году Михаил VIII, опасаясь экономического усиления Генуи, вернул венецианцам часть прав, разрешив их кораблям доступ в Чёрное море. Но было уже поздно: к этому времени генуэзцы фактически лишили Византию её крупнейшей морской базы в эгейской Смирне, что дало возможность туркам завершить завоевание византийских провинций в Малой Азии к началу XIV века.